# Mesopropithecus
Mesopropithecus is een geslacht van uitgestorven lemuren uit de familie Palaeopropithecidae die voorkwamen in Madagaskar in het Holoceen.

## Uiterlijke kenmerken
Mesopropithecus was iets groter dan een indri en leeken uiterlijk ook meer op indri’s dan de andere luiaardmaki's. De armen waren langer dan de benen, maar minder uitgesproken dan bij de verwanten.

## Leefwijze
Mesopropithecus was een trage boombewoner die zich voedde met bladeren, fruit en zaden. 

## Soorten
Het geslacht Mesopropithecus omvat drie soorten: 
- M. dolichobranchion kwam voor in het noorden van Madagaskar. Deze soort was met een gewicht van 14 kg de grootste soort. M. dolichobranchion voedde zich met name met zaden.
- M. globiceps kwam voor in het zuidwesten van het eiland. Deze soort had een gewicht van 11 kg. M. globiceps had van de drie soorten het breedste voedingspatroon.
- M. pithecoides kwam voor in de centrale delen van Madagaskar. Deze soort was met een gewicht van 10 kg de kleinste soort. M. pithecoides voedde zich met name met bladeren.